# كيرشليسبيتزين
كيرشليسبيتزين (بالإنجليزية: Kirchlispitzen)‏ هو أحد جبال سلسلة سلسلة راتيكون ويقع في كانتون غراوبوندن في سويسرا. يحتل المرتبة رقم 310 في قائمة جبال سويسرا من حيث الارتفاع، إذ يبلغ ارتفاعه حوالي 2552 متر، بينما يبلغ ارتفاع نتوء الجبل 313 متر، هذا وقد سجل أول وصول لقمة الجبل عام 1891.